# Joachim Trouabal
Pas d'image ? Cliquez ici

a Compétitions nationales et continentales officielles uniquement.

b Matchs officiels uniquement.
Dernière mise à jour le 28 février 2020.
Joachim Trouabal, né le 18 août 2000, est un joueur international français de rugby à sept évoluant au poste d'ailier

## Biographie
Joachim Trouabal est le fils de Jean-Charles Trouabal, ancien athlète, recordman du relais 4 × 100 mètres.
Ayant découvert le rugby à Brétigny-sur-Orge, il évolue ensuite cinq saisons au RC Massy, où il fréquente notamment Cameron Woki.
Passé au Racing 92 entre-temps, il découvre l'équipe de France à sept lors du tournoi de 2018 au Cap, où il commence le tournoi en cours, en tant que 13e homme.
Renonçant à un contrat espoir avec le club francilien la saison suivante, il s'engage avec la FFR pour jouer sur le circuits internationaux en 2019-2020. Au cours de la saison, il attire également l'attention avec ses performances dans l'équipe des Barbarians lors du Supersevens 2020 à la Paris La Défense Arena.
A partir de 2025, il décide d'arrêter le rugby pour tenter l'aventure du football américain . Lors d'une journée de détection, il bat le record de vitesse (37,27 km/h) précédemment détenu par KaVontae Turpin .

## Palmarès
France -18

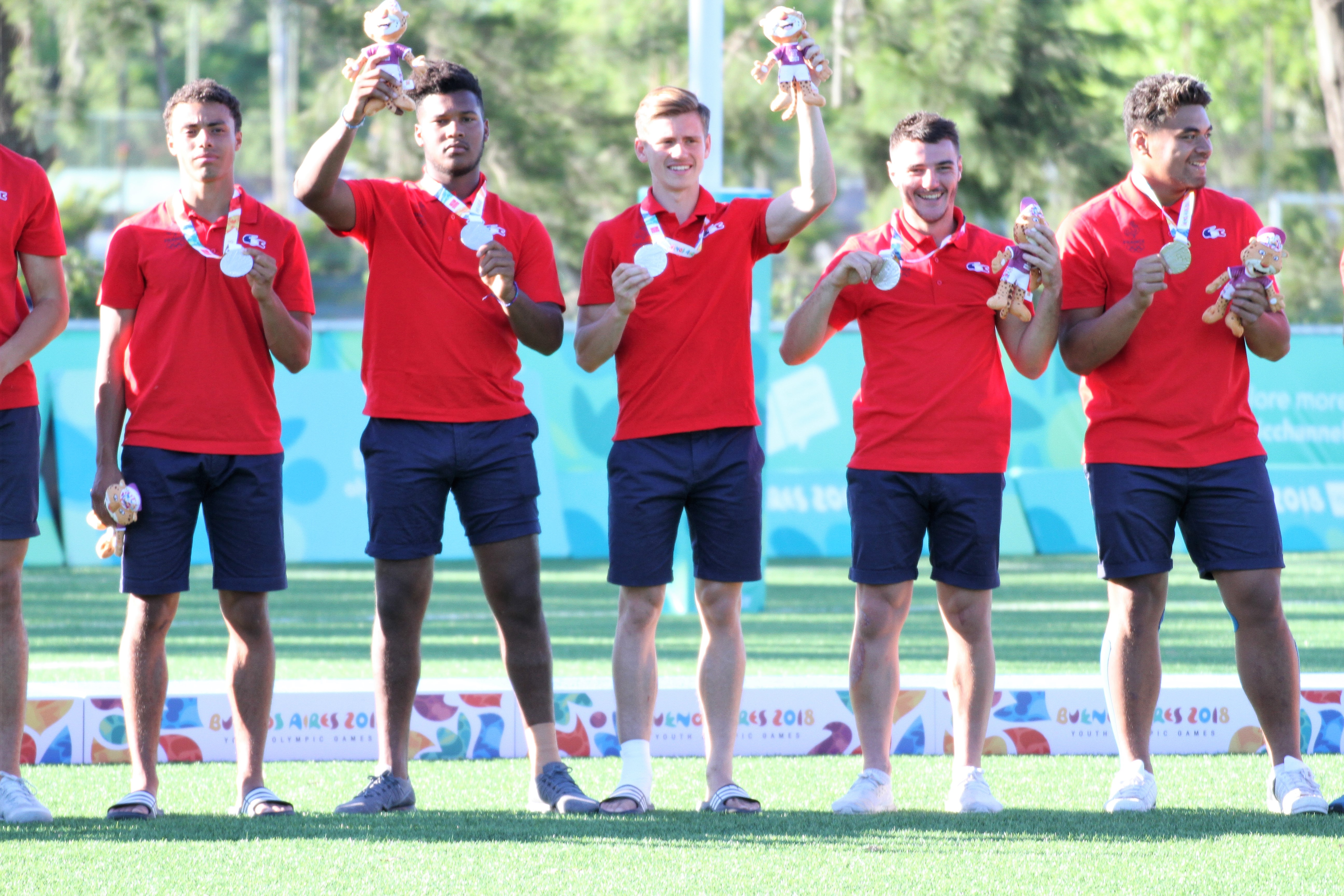
Joachim Trouabal, à gauche, lors de la remise des médailles aux JO de la jeunesse 2018.

- Vice-champion olympique de la jeunesse en 2018

Barbarians français
- Vainqueur de l'étape finale du Supersevens en 2021 avec les Barbarians français